# Борисов, Владимир Фёдорович
Владимир Фёдорович Борисов (22 июля 1961 года, пос. Софрино Московская область, СССР — 9 января 2010 года) — советский и российский математик, лауреат премии имени А. М. Ляпунова.

## Биография
Родился 22 июля 1961 года в поселке Софрино Московской области в семье простых рабочих.
В 1978 году поступил на механико-математический факультет МГУ, специальность «математика». Научный руководитель — Михаил Ильич Зеликин. После окончания университета в 1983 году поступил в аспирантуру механико-математического факультета МГУ.
Со временем учёбы в аспирантуре была связана одна интересная история. Отец Владимира в это время вышел на пенсию по инвалидности и начал собирать сыну математическую библиотеку. Федор Иванович заводил знакомства в книжных магазинах, покупал и обменивал книги. Борисов-старший прославился в библиофильских кругах Москвы, как человек, закончивший только начальную школу и собравший сыну замечательную подборку математических книг. При этом он, не разбираясь в содержании книг, помнил все купленные книги по авторам и цветам корешков.
В 1986 году окончил аспирантуру и начал работать на кафедре высшей математики в Московский технологический институт, где работал до 2002 года прошёл путь от ассистента, потом доцента, и став профессором. В 1989 году — защита кандидатской диссертации, тема: «Четтеринг режимы в теории оптимального управления». В 2000 году — защита докторской диссертации, тема: «Траектории с учащающимися переключениями разрывных гамильтоновых систем».
В 2002 году становится заведующим кафедрой математики и естественнонаучных дисциплин в Королёвском институте управления, экономики и институте управления, экономики и социологии. В 2006 году выступил инициатором создания на кафедре специальности «Математические методы в экономике» с присвоением квалификации «экономист-математик».
Умер 9 января 2010 года.

### Научная и общественная деятельность
Автор 40 научных и научно-методических работ, в их числе монографии (в соавторстве с М. И. Зеликиным):
- «Theory of Chattering Control with Application to Astronautics, Robotics, Economics and Engineering» Birkhauser, Boston, 1994
- «Особые оптимальные режимы в задачах математической экономики», Итоги науки и техники, Современная математика и приложения, Тбилиси, 2003 г.

С 2005 по 2007 годы — руководитель Гранта РФФИ «Оптимальный синтез в окрестности особых экстремалей», также принимал участие в выполнении Гранта президента Поддержки ведущих научных школ Российской федерации.
Проект «Оптимальное управление в бесконечномерном пространстве», выполненный под его руководством, был отмечен в числе лучших, полученных в 2009 году, экспертным советом по математике, механике и информатике Российского фонда Фундаментальных исследований. Основным итогом работы было получение бесконечномерного обобщения теоремы Зеликина-Борисова о синтезе оптимальных траекторий в гильбертовом пространстве.

## Награды
Премия имени А. М. Ляпунова (2010) — за цикл работ «Оптимальные режимы с накоплением переключений».